# Lymphomatoide Papulose
Die lymphomatoide Papulose ist ein die Haut betreffendes gutartiges T-Zell-Pseudolymphom.
Symptomatisch zeigen sich Hautveränderungen in Form von Papeln. Diese können sehr verschiedene Gestalten annehmen: farblich von rosa bis dunkelbraun, teilweise unter Bildung von Nekrosen, zahlenmäßig selten mehr als fünf. Die Papeln heilen in der Regel von selbst innerhalb von einigen Wochen wieder ab. Dabei bleibt jedoch regelmäßig eine kleine Narbe zurück.
Im Gegensatz zu anderen kutanen T-Zell-Lymphomen wird bei der lymphomatoiden Papulose das CD30-Oberflächenmolekül exprimiert (CD30+).
Erstmals beschrieben wurde die lymphomatoide Papulose im Jahr 1968 von W.L. Macaulay als eine Krankheit, die „histologisch maligne und klinisch benigne Läsionen der Haut“ verursacht. Mittlerweile werden drei Subtypen (A bis C) der lymphomatoiden Papulose unterschieden, die Unterscheidung von weiteren Unterarten ist Gegenstand aktueller Forschungen.
Insgesamt handelt es sich um sehr seltene Erkrankung. Man geht von einer Inzidenz von ca. 1,2 bis 1,9 Neuerkrankungen pro 1.000.000 Menschen aus. Die daraus resultierende sehr geringe Bekanntheit der Erkrankung und der meist harmlose Verlauf führen vermutlich zu einer erheblichen Zahl von nicht korrekt diagnostizierten Fällen.
Differentialdiagnostisch ist die Mycosis fungoides abzugrenzen, wobei auch ein paralleles Auftreten möglich ist; weiters Windpocken, Lues, allergische Vaskulitis u.v. a.m.
Die Prognose ist sehr gut. Komplette Remissionen werden auch unter langjähriger Nachbeobachtung gesehen. In einer monozentrischen Studie die 299 Patienten mit kutanen Lymphomen retrospektiv über den Zeitraum vom Januar 1980 bis Dezember 2005 beobachtete, wurde für die Lymphomatoide Papulose eine optimale 5-Jahres-Überlebensrate von 100 % ermittelt. Andererseits scheint das Risiko für eine Erkrankung an einem malignen Lymphom leicht erhöht. Eine Studie von Bekkenk u. a. mit 118 Patienten berichtete von einer Progression nach 10 Jahren in 4 %.
Eine kurative Behandlung existiert derzeit nicht. Die entstehenden Hautveränderungen können mit einer PUVA Behandlung bekämpft werden. Des Weiteren werden mit mäßigem Erfolg Kortikoide eingesetzt. Es werden topische Behandlungsversuche mit verschiedenen Wirkstoffen durchgeführt, unter anderem mit den Medikamenten Imiquimod und Tacrolimus. In schweren rezidivierenden Fällen kann eine systemische Behandlung unter Einsatz von niedrig dosiertem Methotrexat erwogen werden.